# Прокопчик Андрій Ігорович
Андрій Ігорович Прокопчик (народився 16 квітня 1986 у м. Гродному, СРСР) — білоруський хокеїст, захисник. Виступає за  у Білоруській Екстралізі. Майстер спорту. 
Вихованець СДЮШОР-10 (Гродно). Виступав «Німан» (Гродно), «Металург» (Жлобин), ХК «Вітебськ», ХК «Ліда», «Унія».
У складі молодіжної збірної Білорусі учасник чемпіонату світу 2006 (дивізіон I). У складі юніорської збірної Білорусі учасник чемпіонату світу 2004.
Переможець молодіжного (U-20) чемпіонату світу в I дивізіоні (2006), чемпіон Білорусі серед команд вищої ліги (2003, 2004, 2006), бронзовий призер (2005), бронзовий призер чемпіонату СЄХЛ в групі В (2004). 